# 藤井章司
藤井 章司（ふじい しょうじ、1954年4月7日 - 2009年2月6日）は、日本のドラマー。弟の修もドラマーとして活動している。

## 経歴
1973年、スモーキー・メディスンを結成。1974年に解散。1979年、土屋昌巳、見岳章、平田謙吾とともに一風堂を結成。ドラム、パーカッションを担当。1982年、シングル『すみれ September Love』がヒットするが、同年発売の「アイ・ニード・ユー」を最後に一風堂から脱退。
1984年、プログレッシブ・ロック・バンド「ナスカ」に2代目ドラマーで加入、アルバム2枚に参加。その後、スタジオ・ミュージシャン、ライブハウスなどで活動を続け、1986年発売の福永恵規のアルバム『SPLASH』にも参加。
1991年、山羊智詞&赤羽楽団に参加。2007年には当時エレックレコードに在籍していた他グループのメンバー達とグループ「the ELECTRIXs」を結成。メンバーは佐藤龍一（Vo：元・竜とかおる）、杉山TOM智一（Eg：元・ベル、つのだひろ&ジャップスギャップス）、牧田和男（Ba:元・四季・海援隊）、藤井（Dr）の四人編成。
2002年、2008年にはスモーキー・メディスンの再結成ライブにも参加（2002年のライブはキーボードの佐藤準が不参加だったため“スモーキー・メディスソ”名義）。
鈴木祥子が高校時代に藤井に師事し、ドラム演奏を学ぶ。鈴木の1stアルバム「VIRIDIAN」では2曲に藤井が参加、師弟共演が実現。
2009年2月6日に急性心筋梗塞のため死去。54歳没。戒名「天鼓章奏信士」。喪主は実母。かつて一風堂でメンバー兼リーダーであった土屋昌巳は自身の公式サイト「M's Reflexion」にて追悼のコメントを寄せている。